# Campanile sera
Campanile sera (Campanar tarda) és nom del primer concurs televisiu de la televisió italiana, transmès en els anys 1959-1962.
Va començar el 5 de novembre de 1959 a la Rai, el primer canal Rai 1 (llavors anomenat "Programa Nacional"), el dijous a les 9 de la nit. El programa va tenir un èxit clamorós, tant que va ser transmès durant més de cent episodis fins al 2 d'octubre de 1962. L'èxit va fer que el format fos venut a França, on va ser rebatejat Intervilles (Entre ciutats), que alhora va derivar Jeux Sans Frontières. Els presentadors van ser entre els més coneguts, com Mike Bongiorno, Renato Tagliani, finalment substituïts per Enza Sampò, i Enzo Tortora.

## Mecanisme del joc
Va ser el primer exemple de concurs i joc col·lectiu a la televisió italiana amb la possibilitat d'endevinar preguntes al públic que era al plató o bé a casa. El mecanisme del joc era basat sobre preguntes fetes als concurrents d'una localitat del nord d'Itàlia i una del sud d'Itàlia, als quals estaven ajuntades diverses proves de confrontació també atlètiques.

## Importància del joc
El joc va permetre a la televisió pública italiana, nascuda en el 1954, oferir al públic la visió de la seva pròpia nació encara fragmentada en entitats lingüístiques i culturals molt distants, especialment entre pobles de nord i sud. Gràcies al joc el públic tenia coneixement de la realitat dels petits municipis per mitjà de filmacions que començaven a cada episodi del joc, cada dijous, amb la descripció dels paisatges i les realitats productives de pobles i ciutats en competició.